# 増田隆宣
増田 隆宣（ますだ たかのぶ、1961年2月26日 - ）は、日本のキーボーディスト、ギタリスト、作曲家、編曲家。大阪府出身。音楽スクール「T-Music Yokohama」代表。
B'zのサポート・メンバーとしての活動が代表的で、「B'z LIVE-GYM Pleasure '92 "TIME"」から、1998年と2019年を除き、「B'z SHOWCASE 2020 -5 ERAS 8820-」まで長きにわたって共にしている。

## 来歴
- 1983年 - BLAZEのメンバーに加入。
- 1984年 - 44MAGNUMのレコーディングでデビュー。
- 1987年 - BLUEWのメンバーとしてデビュー。
- 1990年 - 音楽プロダクション「株式会社ミスティー」を設立。
- 1998年 - 先述の通り、B'zのライブには参加しなかった。この年は、大島康祐が参加。

## 人物
幼少期、カトリック系幼稚園の教会でのパイプオルガンの音色に魅了され、オルガンを弾き始める。高校時代、初めて買ったシンセサイザーはRoland SH-1000。
高校時代にディープ・パープルやレッド・ツェッペリンなどのヘヴィメタルに魂を射抜かれ、特にジョン・ロードに心酔していた。小川文明による著書『文明的鍵盤奏法ノススメ』によると、高校時代、小川が「堺のジョン・ロード」を自称していたのに対し、増田は「高槻のジョン・ロード」だったらしい。
ディープ・パープルのマニアとして非常に有名で、ディープ・パープルのトリビュート・アルバムに参加した際も、スタジオテイクではなく、ライブテイクのフレーズを演奏して、そのマニアぶりの一端を覗かせている。また、10代の頃は沖縄のハードロック・バンド、紫のコピーもしていた。
ハードロックの他にはプログレッシブ・ロックも好み、ジェネシス、ピンク・フロイド、キング・クリムゾンを好きなバンドとして挙げている。ジェネシスについては、トリビュート・ライブに参加したことがある。

## 使用機材
使用している機材をすべて記述すると雑多になるため、代表的なものを挙げる。
- デジタル・シンセサイザー（ミュージック・ワークステーション）

キーボード・スタンドの上段にセミ・ウェイテッド鍵盤、下段にピアノ鍵盤というセッティングが多い。KORGのインタビューにおいて、増田はM1以来KORGのヘビー・ユーザーだと語っているように、KORG製品が多い。しかし、時期や用途によって、YAMAHAのデジタル・ピアノ（いわゆるステージ・ピアノ）のCP1などを使ったこともある。2018年3月現在、KORG OASYS 76 + KORG KRONOS 88の組み合わせである。B'zのライブにおいて、ピアノ、エレピ、シンセ・リード、パッドなど、すべての音色にKRONOSを使用している。
- デジタル・シンセサイザー（アナログ・モデリング・シンセサイザー）

KORG RADIAS……アナログ・モデリングによる波形を中心に、フォルマント波形やノイズ、PCM など、多彩なオシレータ・アルゴリズムを搭載したシンセサイザー、エフェクト、ボコーダー。ハモンド・オルガンの上に載せている。
Clavia Nord Lead 2……アナログ・シンセサイザーをデジタルでシミュレーションした音源を搭載している。ハモンド・オルガンの上に載せている。
- アナログ・シンセサイザー

モーグ・シンセサイザー Minimoog……ヴィンテージのアナログ・モノ・シンセ。コルグのチューナー、DT-3をつないで使用している。アナログ・シンセならではの豊かな音色や、増田のピッチ・ホイールを使用したベンド奏法などを聴くことができる。キーボード・マガジン（2000年12月号）のアーティスト・アンケート「あなたが出会った中で最も好きなシンセを教えてください」において、増田はMinimoogと答え、「他の追随を許さない、そしていかなる楽器にも負けない圧倒的な音圧」と表現した。
- 音源モジュール

KORG SG-Rack……B'zのライブにおいてラックに2台組み込んでいる。
KORG M1R EX……「ZERO」と書かれたシールが貼られているのが確認できる。B'zの楽曲「ZERO」において使われている、いわゆるM1ピアノという音色のためにラックに組み込んでいると思われる。

### ハモンドオルガン
- HAMMOND SUZUKI
  - New X-5（初めて手にした機種。高校時代、松下一也のセットを見て購入した）
  - XB全シリーズ（HAMMOND SUZUKI社が提供）
  - New B-3
  - Porta B-3 mk2
  - XK-1
  - SK2
  - SKX

XK-3Cにデモ・ソング「Liberation」を提供している。また、XB/XMシリーズでは、増田がプロ・ミュージシャンの観点からさまざまなアドバイスを行なっていた。
- HAMMOND
  - B-3（レコーディング時のみ使用）

## サポートアーティスト
- 44MAGNUM
- B'z
- TUBE
- 甲斐よしひろ
- 浜田麻里[4]
- 前田亘輝

## レコーディング参加
- 亜蘭知子
  - 『MIND GAMES』「日曜日のスキャット」
- 安藤誠之
  - 『Re:BORN/Missing You』「Re:BORN」「Missing You」
- 大槻ケンヂ
  - 『I STAND HERE FOR YOU』「青春の蹉跌のテーマ PART1」「モンブランケーキ」「青春の蹉跌のテーマ PART 3」「お世話になりました」「天使たちのシーン」
- 甲斐よしひろ
  - 『GUTS』「レディ・イブ」「風吹く街角」「Midnight Interval / Go-men」「放課後」
- 川島だりあ
  - 『Don't Look Back』
- 栗林誠一郎
  - 『LA JOLLA』
- 柴田直人
  - 『STAND PROUD ! 2』「YOU FOOL NO ONE」「SINCE I'VE BEEN LOVING YOU」
- 女子十二楽坊
  - 『EASTERN ENERGY』「新古典主義」
- TWINZER
  - 『Feel All Right』「ALL RIGHT」
  - 『STRANGE BLUE』「Someday」「Rock Man」
  - 『BADGE』「Tomorrow」
  - 『Player』
  - 『FIFTH HARD CORE』「Don't lose your way」
- TUBE
  - 『HEAT WAVER』「MENTHOL HEAVEN」「Get Wild Love」「罠(wanna)」「人類のために乾杯！」
- 渚のオールスターズ
  - 「SUMMER ILLUSION」
- Nozomu Wakai's DESTINIA
  - 『Requiem for a Scream』「Requiem for a Scream」「Still Burning」
- BAAD
  - 「Do you wanna hold me?」
- B'z
  - 『BREAK THROUGH』「STARDUST TRAIN」
  - 『LADY NAVIGATION』「Pleasure'91 〜人生の快楽〜」
  - 『RUN』「THE GAMBLER」「紅い陽炎」「Out Of Control」「NATIVE DANCE」「月光」
  - 『The 7th Blues』「Don't Leave Me」「おでかけしましょ」「Queen of Madrid」「Strings of My Soul」「WILD ROAD」「SLAVE TO THE NIGHT」
  - 『MOTEL』「MOTEL」「hole in my heart」
  - 『LOVE PHANTOM』「FUSHIDARA 100%」
  - 『LOOSE』「敵がいなけりゃ」
  - 『ミエナイチカラ 〜INVISIBLE ONE〜/MOVE』「ミエナイチカラ 〜INVISIBLE ONE〜」「MOVE」
  - 『B'z The Best "Treasure"』「Pleasure'98 〜人生の快楽〜」「RUN -1998 style-」
  - 『ギリギリchop』「ONE」
  - 『イチブトゼンブ/DIVE』「DIVE」
  - 『MAGIC』「MAGIC」「Mayday!」
  - 『有頂天』「Endless Summer」
  - 『EPIC DAY』「EPIC DAY」
- 前田亘輝
  - 「Feel Me, Touch Me」
- 松本孝弘
  - 『Thousand Wave』「TOUCH OPERATION」「“99”」「SO LONG」「VAMPIRE HUNTER “D”」
- 北島健二&松本孝弘
  - 『EARLY TAKES』「TOUCH OPERATION」「DEAD LINE」
- MANISH
  - 『Cheer!』「さよならLazy Day」
- 横関敦
  - 『JET FINGER』「JET FINGER ～ FOX GLOVE ～ 」「BEYOND THE SADNESS」
- Riot On Mars
  - 『First wave』「Consequences」
- 渡辺忠士
  - 『W1』「Faraway」「CALLING YOU」「Don't leave me alone」「Singing My Melody」「さよならのRAINY DAYS」

- トリビュートアルバム
  - 『Who Do They Think We Are?』「Burn」「Lay Down,Stay Down」「Lazy」「Lady Double Dealer」
  - 『Holy Dio Tribute to the Voice of metal-』「Temple Of The King」
  - 『PLAYERS POLE POSITION Vol.2 SURFIN' U.S.A.』「Good Vidrations」「Kokomo」「Dance Dance Dance」
  - 『PLAYERS POLE POSITION Vol.3 CAROL DANCE TO THE CHIRISTMAS CAROL』「WINTER WONDERLAND」「LAST CHRISTMAS」「SANTA CLAUS IS COMING TO TOWN」
  - 『REST IN PEACE』「Kill The King」「GATES OF BABYLON」「STARGAZER」「THE MESSHIA WILL COME AGAIN」
  - 『RAINBOW EYES~Super Rock Summit 2』「MAN ON THE SILVER MOUNTAIN」「DO YOU CLOSE YOUR EYES」「DEATH ALLEY DRIVER」「STILL I'M SAD (Instrumental)」
  - 『Rock'n Roll Standard Club』「INTO THE ARENA」「MOVE OVER」「LIFE FOR THE TAKING」「COMMUNICATION BREAKDOWN」「MISTREATED」

## 楽曲提供
- 安藤誠之
- 浜田麻里
- 橋本ミユキ
- Dragon's Heavenドラゴンズヘブン Sound Track

## その他
アニメ作品
- SLAM DUNK - 音楽を担当。
- 突撃!パッパラ隊 - 音楽を担当。

連載
- キーボード・マガジン「パーフェクトロックキーボード」（1986年6月号 - 1987年8月号、リットーミュージック）